# 新川神社 (碧南市)
新川神社（しんかわじんじゃ）は、愛知県碧南市千福町にある神社。いわゆる護国神社である。

## 歴史
1927年（昭和2年）に創建され、1945年（昭和20年）まで忠魂社と呼ばれた。新川地区の人が出征するときに、新川地区の人々とこの神社で送別の挨拶をした。祭神は、日清戦争・日露戦争から太平洋戦争で亡くなった404柱の英霊である。
太平洋戦争終戦直後には神道指令を受けた。人造石を発明して土木・灌漑事業を成功させた服部長七、明治用水の計画から土木事業の完成まで農業発展に貢献した岡本兵松、大浜地区から新川地区の分離独立まで商業開発や自治に貢献した角谷安兵衛の三名を同時に祀り、名前を宗教法人新川神社に改名した。

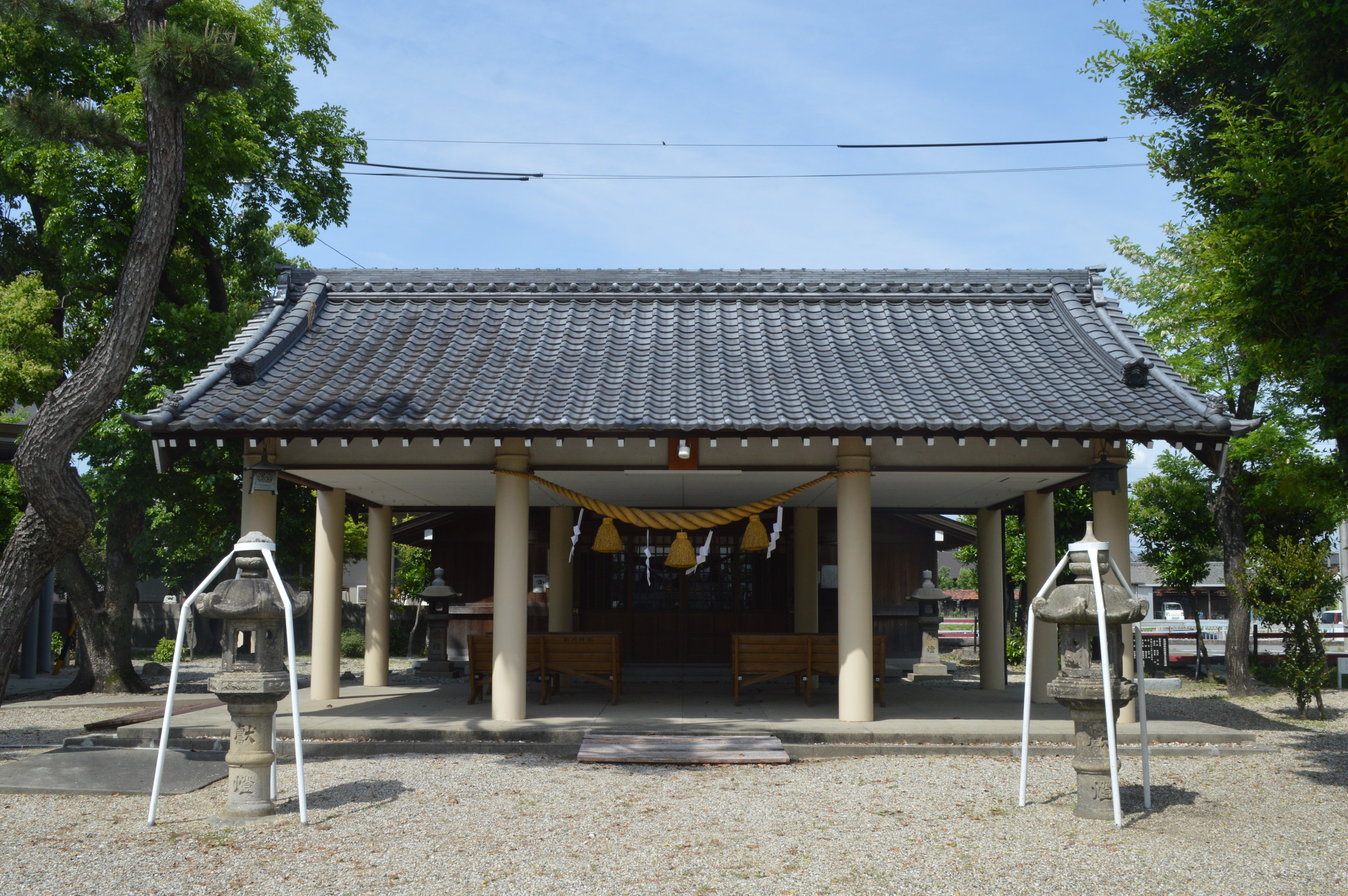
社殿
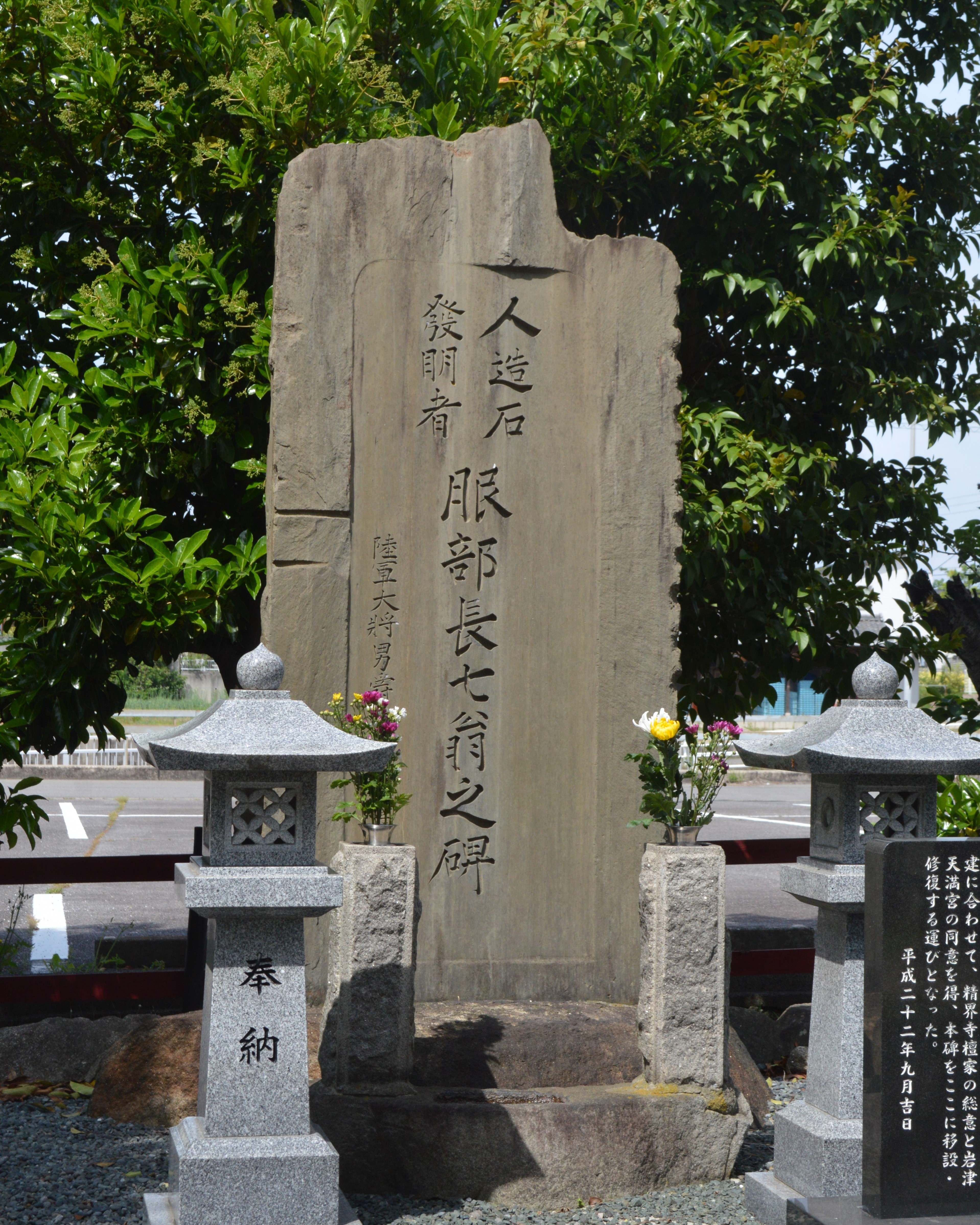
服部長七翁之碑
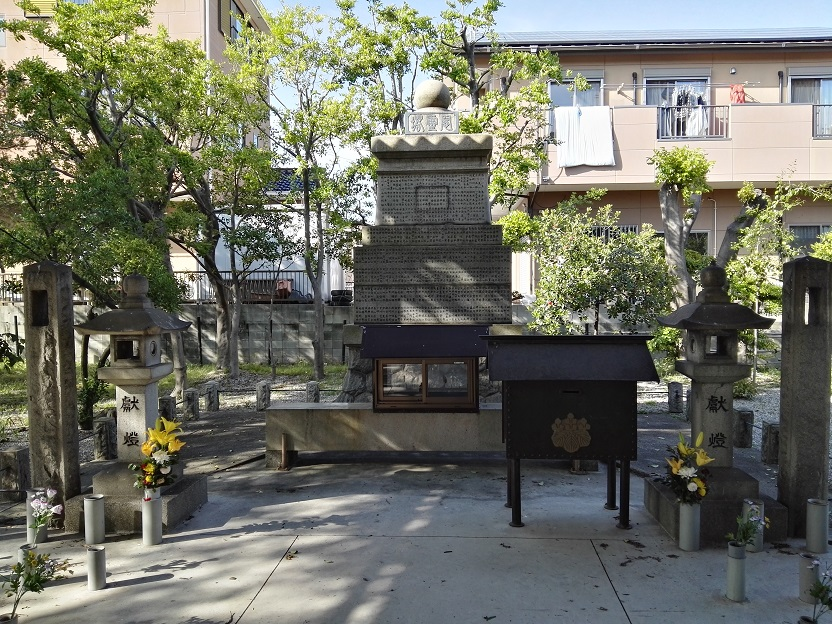
慰霊塔
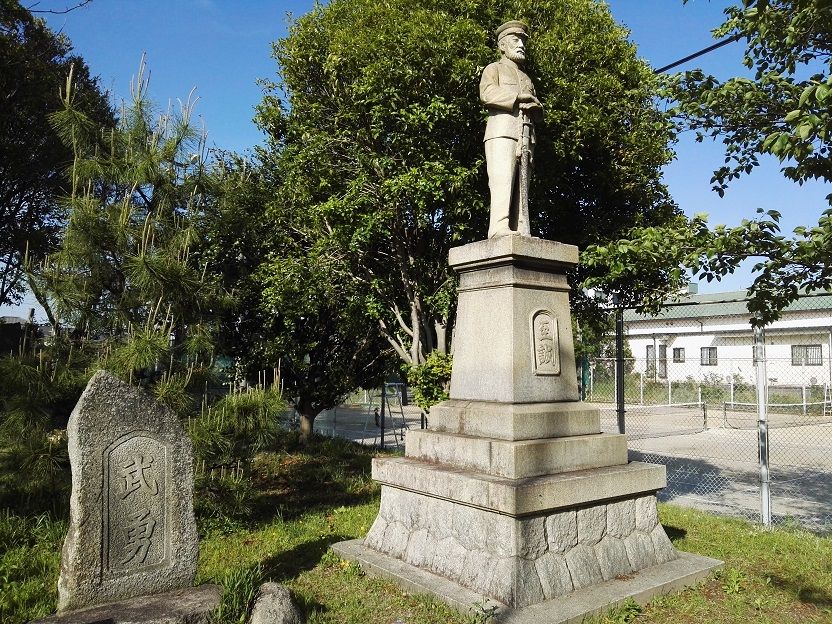
乃木希典像

## 祭事
- 例祭：5月第3日曜日
- 祈年祭：2月第3日曜日
- 新嘗祭：12月第3日曜日

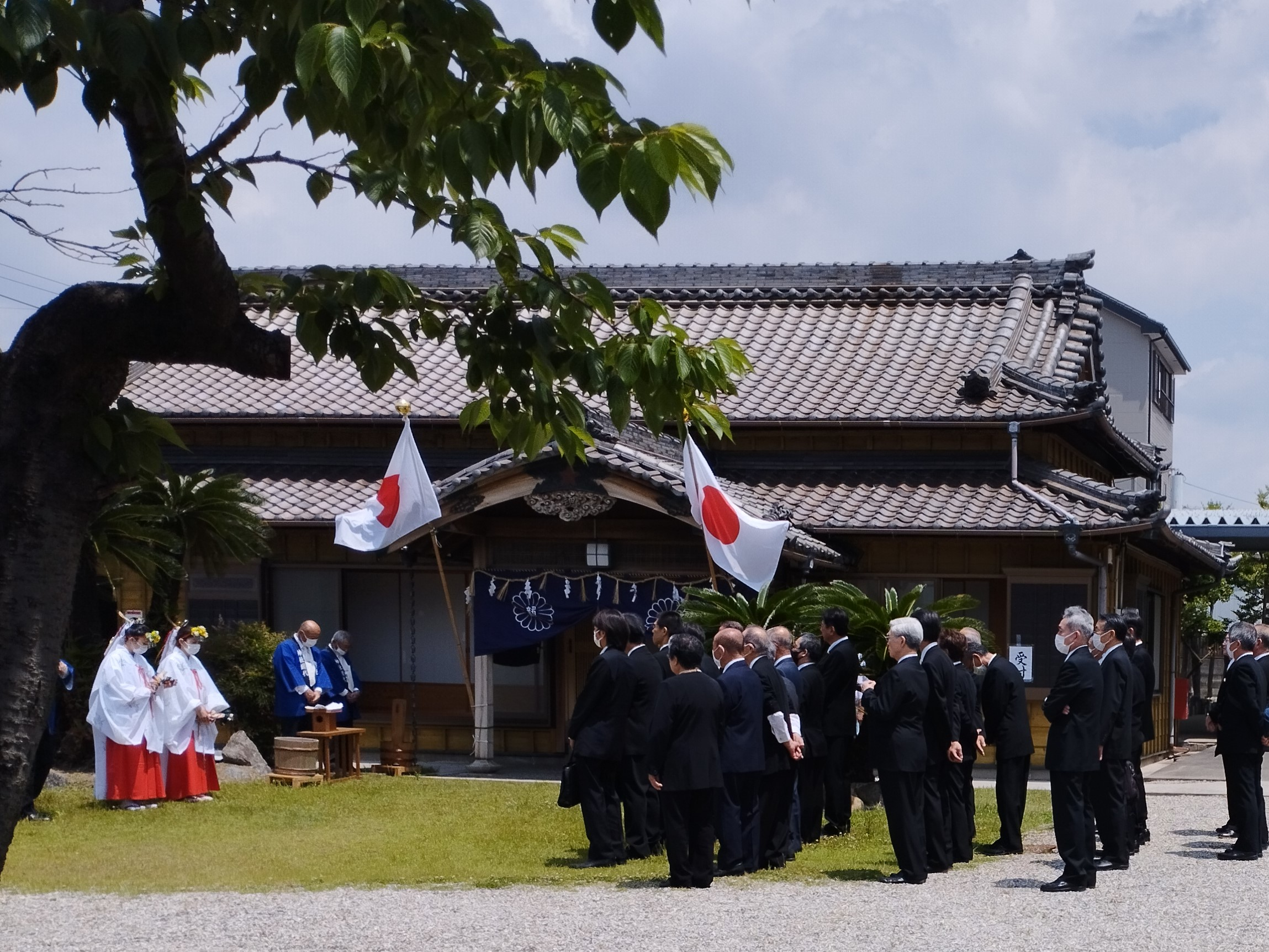
例祭
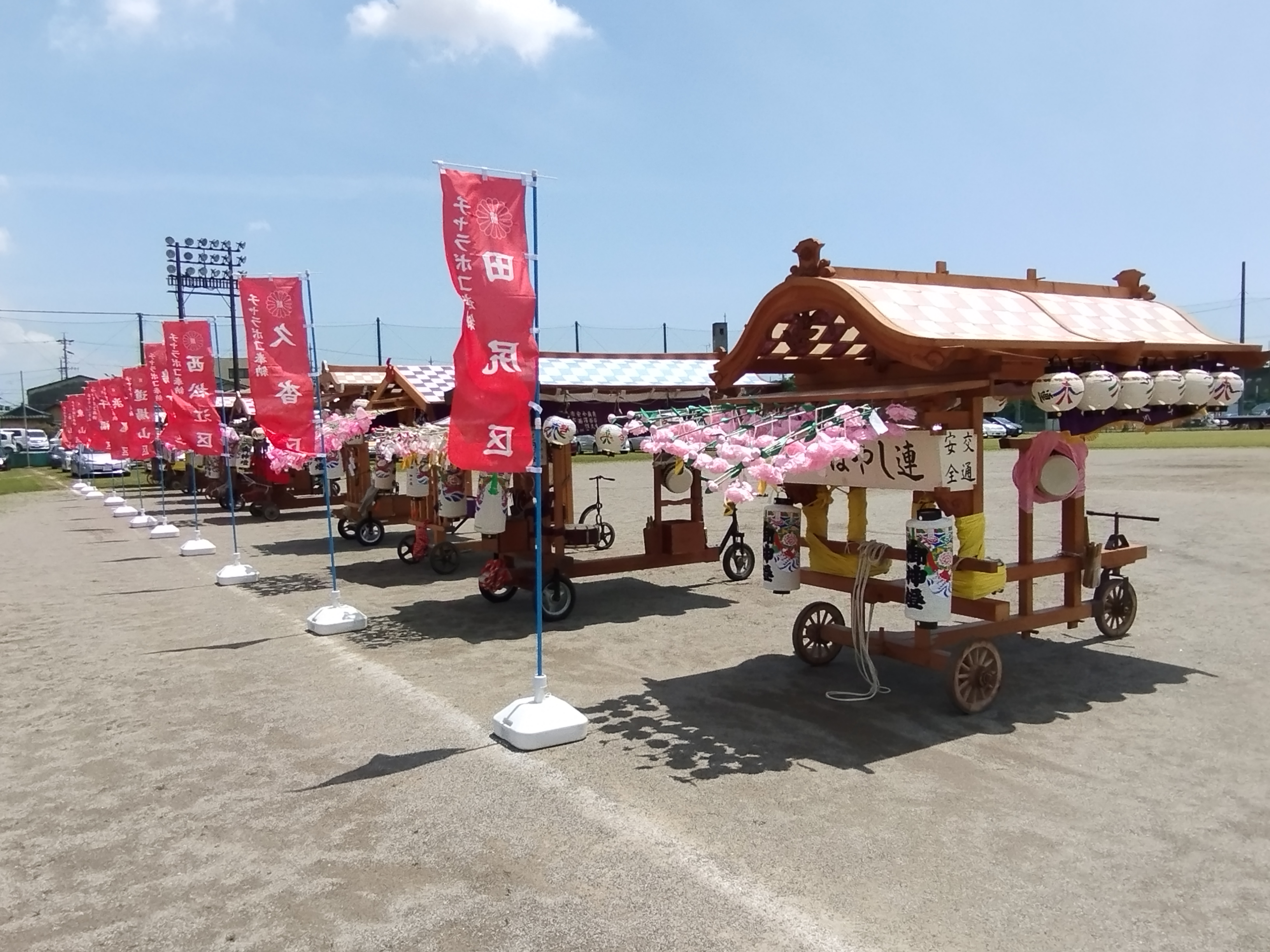
例祭のチャラボコ奉納

## 表参道
表参道は野球グラウンドになったため、神社に行くためには野球グラウンド沿いの細い道を通る必要がある。

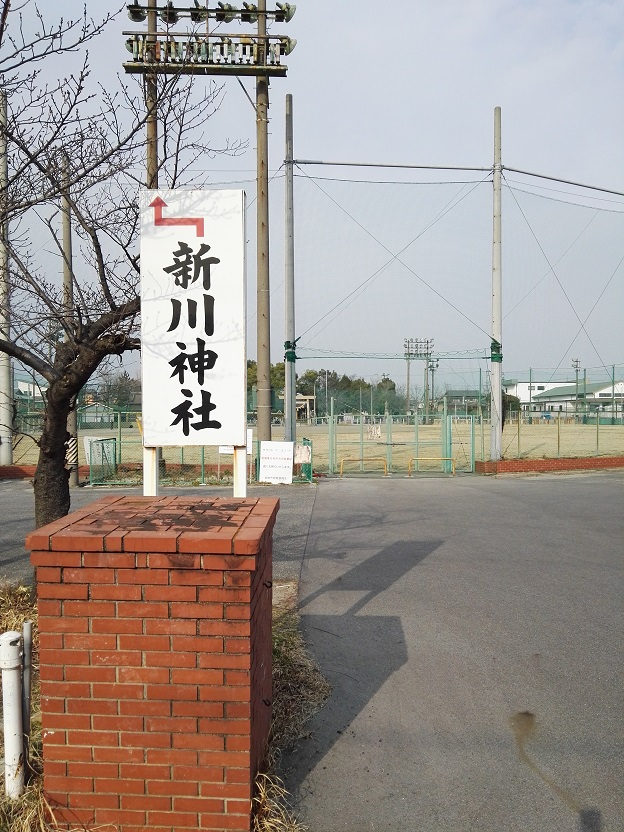
新川神社の前にある野球グラウンド